# Thomas Morell
Thomas Morell (18 mars 1703 – 19 février 1784) est un librettiste anglais,.

## Biographie
Thomas Morell naît à Eton (Buckinghamshire) et est éduqué à l'Eton College et au King's College de Cambridge.(BA, 1726, MA, 1730 et DD, 1743).
Il devient membre de la Society of Antiquaries of London puis est élu membre de la Royal Society en 1768. Il a été nommé aumônier de la garnison de la caserne de Portsmouth en 1775.
Thomas Morell est un ami intime du peintre et graveur William Hogarth, qui dessine son portrait, Le Dr. Thomas Morell, gravé en 1762 par James Basire.
Morell est important pour avoir écrit les plus longs et les plus détaillés comptes-rendus de collaboration avec Haendel.
Il meurt en 1784 et est enterré à Chiswick, à Londres.

## Livrets
Il est particulièrement connu en tant qu'auteur des livrets des oratorios suivants de Georg Friedrich Haendel :
- Judas Maccabaeus (1747)[2]
- Joshua (1747)
- Alexander Balus (1748)[2]
- Theodora (1750)[2]
- The Choice of Hercules (1750). Il n'est pas certain que Morell soit le librettiste.
- Jephtha (1752)[2]
- The Triumph of Time and Truth (1757). Morell en est probablement le librettiste.